# 普萊森特格羅夫 (阿肯色州范布倫縣)
普萊森特格羅夫（英語：Pleasant Grove）是位於美國阿肯色州范布倫縣的一個非建制地區。該地的面積和人口皆未知。

## 地理
普萊森特格羅夫的座標為35°29′34″N 92°36′54″W / 35.49278°N 92.61500°W，而該地的平均海拔高度為244米（即801英尺）。